# Nannopopillia eupyga
Nannopopillia eupyga är en skalbaggsart som beskrevs av Gilbert John Arrow 1902. Nannopopillia eupyga ingår i släktet Nannopopillia och familjen Rutelidae. Inga underarter finns listade i Catalogue of Life.